# Petar II. Čedulić
Petar II. Čedulić (Cedolini, Cedulini, Cedolino), ninski biskup od 1577. do 1581. godine. 
Brat je isusovca Šimuna Čedulića, hrvatskoga teološkog pisca i latinista i jednog od prvih hrvatskih predavača na inozemnim sveučilištima. Iz zadarske je plemićke obitelji Cedulini.